# Andżara
Andżara (arab. عنجرة) – miasto w Jordanii, w muhafazie Adżlun. W 2004 roku liczyło 17 618 mieszkańców.